# Solmisation

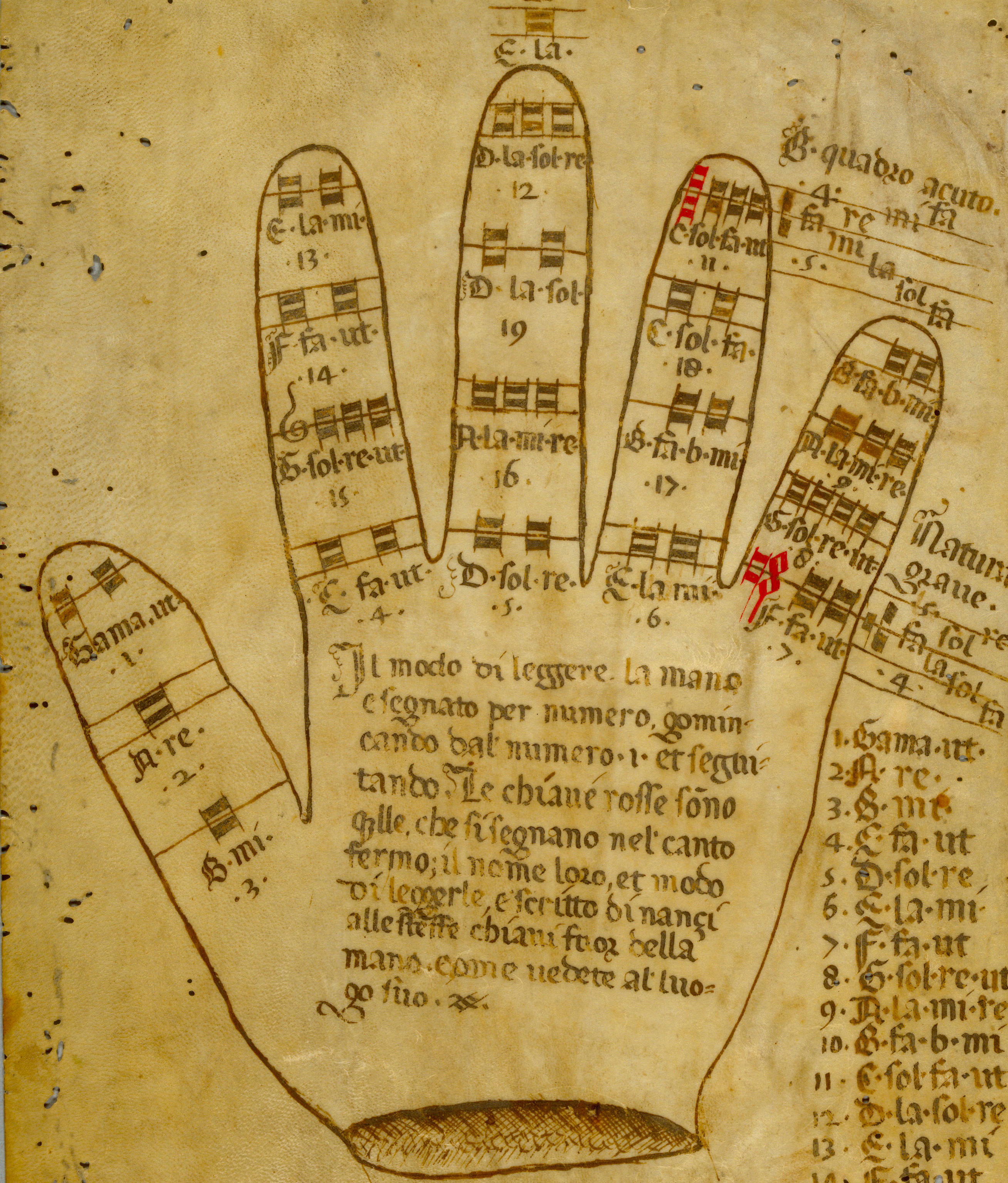
Die Guidonische Hand (Manuskript aus Mantua, spätes 15. Jahrhundert)

Solmisation ist eine im Mittelalter entwickelte Verfahrensweise, die Tonstufen eines Gesanges auf bestimmte Silben zu singen, „um ihren Ort im Tonsystem (qualitas) zu erkennen“. Vermutlich im 13. Jahrhundert begann man, das Verfahren eigens zu benennen, und sprach u. a. von solfatio, abgeleitet von den Tonsilben sol und fa. Gegen Ende des 15. Jahrhunderts ist dann die mittellateinische Wortbildung solmisatio bzw. solmizatio belegbar, abgeleitet von den Tonsilben sol und mi. Heute wird zwischen der „relativen“ und der „absoluten“ Solmisation unterschieden, wobei neuere Lehrmethoden der Solmisation mit dem Theoriesystem der ersten 600 Jahre nur noch punktuelle Gemeinsamkeiten haben.

## Historischer Abriss

### Mittelalter und frühe Neuzeit
Tonsilben wurden bereits im alten China verwendet, und in der indischen Musik sind sie bis heute in Gebrauch. Das alte Griechenland kannte Tonsilben für das Tetrachord. Auch der syrische und byzantinische Gesang nutzte Silben, deren Funktion allerdings nicht mehr bekannt ist.
Als „Vater“ der Solmisation gilt Guido von Arezzo (geboren etwa 992), der den sechs Tonstufen des mittelalterlichen Hexachordes sechs Tonsilben zuordnete: ut, re, mi, fa, sol und la. Der Abstand zwischen mi und fa betrug einen halben, der Abstand zwischen den übrigen Tonstufen jeweils einen ganzen Ton. Guido hatte die Tonsilben aus dem lateinischen Johannes-Hymnus gewonnen; die möglicherweise eigens komponierte oder überarbeitete Hymnenmelodie diente dem Memorieren der Tonsilben samt Tonstufen. Spätestens im 12. Jahrhundert wurde die sogenannte Guidonische Hand benutzt, um dieses Tonsystem zu vermitteln.

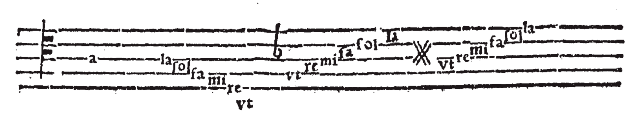
Sebald Heyden: De arte canendi, gedruckt von Johannes Petreius, Nürnberg 1640, Notenbeispiel auf S. 21

Fast 600 Jahre lang bezeichneten die guidonischen Silben keine festen Tonhöhen, sondern bestimmte Orte im Tonsystem. Auch weil eine normierte Tonhöhe noch nicht gebräuchlich war, lag – nach heutigem Sprachgebrauch – ein relatives System vor. Die Abbildung aus Sebald Heydens Traktat De arte canendi zeigt das um 1540 praktizierte sogenannte Mutationssystem, in dem die Solmisationssilben ut bis la in drei Lagen Verwendung fanden: auf den Tönen c, f und g. Aus moderner Sicht kann man sich diese drei Hexachorde als die ersten sechs Töne der Tonarten C-Dur, F-Dur und G-Dur vorstellen. Das Be (♭) zeigt ein b molle an („weiches b“, unser heutiges b), das Kreuz (♯) ein b durum (hartes b, unser heutiges h). Die Anwendung der Mutation war relativ komplex und erforderte zahlreiche Regeln, die nicht selten einige Kapitel der damaligen Musiktheoriebücher füllten.

### Umbruch
Um 1600 begannen französische Musiker, die Silben auf feste Tonhöhen anzuwenden – ut entsprach dem c, re dem d und so weiter. Im selben Zeitraum wuchs das Bedürfnis, über sieben Silben für die sieben Stufen der diatonischen Leiter zu verfügen. Die ergänzende Silbe si für die siebte Stufe wurde vielleicht von den Anfangsbuchstaben der Wörter Sancte Ioannes abgeleitet, mit denen die guidonische Hymne schließt, und hatte ihren Ursprung vielleicht in der franko-flämischen Sängerschule. Um die Jahrhundertmitte begann die Silbe do, an die Stelle des unsanglichen ut zu treten – von Otto Gibelius unter Verweis auf die Praxis vieler Kantoren 1659 nachdrücklich unterstützt.
In diesen Zusammenhang wurden – mit unterschiedlichem Erfolg – auch einschneidendere Vorschläge gemacht. Hubert Waelrants Bocedisation oder voces belgicae und Daniel Hitzlers Bebisation, zwei bewegliche Systeme, wurden zusammenfassend „Bobisationen“ genannt; auch Karl Heinrich Grauns Damenisation wurde zu den „Bobisationen“ gerechnet, obgleich es sich um ein festes System handelte; zu den festen Systemen gesellte sich zudem das sogenannte A-B-C-dieren (das Singen der Töne unter Aussprache der Buchstabennamen). Die Zweiteilung in eine ältere „relative“ und eine jüngere „absolute“ Tradition hat bis heute Bestand. Noch Jean-Jacques Rousseau war mit der neueren, „absoluten“ Praxis keineswegs einverstanden:

„C und A bezeichnen bestimmte, unveränderliche Töne, die immer mit denselben Tasten angeschlagen werden. Ut und la sind etwas anderes. Ut ist immer Grundton (Tonika, erste Stufe) einer Durtonleiter und la immer Grundton einer Molltonleiter. Die französischen Musiker haben befremdlicherweise diese Unterschiede verwischt. Sie haben unnützerweise die Benennung für die Tasten und Töne verdoppelt und keine Zeichen für die Benennung der Stufen übriggelassen.“

1742 stellte Rousseau eine einfache Ziffernmethode vor, nach der die sieben Stufen der diatonischen Leiter mit den Ziffern 1–7 notiert wurden, aber auf die traditionsreichen Silben ut, ré, mi, fa, sol, la, si zu singen waren. Neben Dur mit dem Grundton 1 = ut trat Moll mit dem Grundton 6 = la. Der Mathematiker Pierre Galin, sein Schüler Aimé Paris und dessen Schwager Emile Chevé arbeiteten die rousseausche Methode aus und machten die Galin-Paris-Chevé-Methode vorübergehend sehr erfolgreich. Auch in Deutschland wurde die Ziffernmethode für den Singunterricht adaptiert; in manchen Fällen wurden die Melodien direkt auf die Zahlwörter eins, zwei, drei, vier, fünf, sechs, sieb’, acht gesungen.

### Das Norwich sol-fa und die Folgen
Mit dem Norwich sol-fa knüpfte die Engländerin Sarah Ann Glover an den alten Solmisationsgedanken an und entwickelte ihn weiter, nicht zuletzt, indem sie die Tonsilben anglizierte (doh, ray, me, fah, soh, lah, te) und abkürzte (d, r, m, f, s, l, t). In der Silbe soh wurde das guidonische sol an die übrigen mit Vokal endenden Silben angeglichen, das te verdankte sich dem Umstand, dass sich ein se in abgekürzter Form nicht vom soh unterschieden hätte. 1842 veröffentlichte John Curwen, ein von Heinrich Pestalozzi geprägter Erzieher, einen ersten Artikel über Glovers Ansatz; in der Folge überarbeitete er diesen Ansatz und propagierte ihn als Tonic-sol-fa-System in ganz Großbritannien; 1870 schließlich ergänzte er die Methode durch Aimé Paris’ Taktsprache und durch selbst entwickelte Handzeichen. Agnes Hundoegger adaptierte das Prinzip in der Tonika-Do-Methode für den deutschsprachigen Raum, Zoltán Kodály in der Kodály-Methode für Ungarn, Edwin E. Gordon in der Music Learning Theory für die USA.
Die besondere Situation in Deutschland war durch zehrende Machtkämpfe gekennzeichnet, die von etwa 1810 bis in die späten 1950er Jahre und darüber hinaus andauerten und so manche musikpädagogische Energie absorbierten. Neben der Tonika-Do-Methode, die einflussreiche Fürsprecher wie Fritz Jöde hatte, bewiesen nacheinander auch zwei sehr komplexe Systeme beachtliche Durchsetzungskraft: das „absolute“ Tonwort (bi, to, gu, su...) von Carl Eitz und Jale (ja, le, mi, ni...), ein „relatives“ System von Richard Münnich. In der NS-Zeit wurden von konkurrierenden Seiten, insbesondere Tonika-Do und Tonwort, Vereinheitlichungen angestrebt, aber nicht erreicht. Während die Musikpädagogik der DDR auf Münnichs Jale setzte, galt der an Adornos Musikphilosophie orientierten Musikpädagogik der BRD eine auf dem Gesang (oder gar dem Volkslied) basierende Musikerziehung zunächst als suspekt. Gegen Ende des 20. Jahrhunderts begann sich dann eine neue Blüte der relativen Solmisation abzuzeichnen.
Für die durch intensive Forschung geprägte Musikpädagogik der USA kommt eine breit angelegte Studie zum Ergebnis, dass fixed do („festes do“, do = c) zwar bekannt ist, aber keine nennenswerte Rolle spielt. Stattdessen werden verschiedene relative Konzeptionen präferiert, sei es movable do („bewegliches do“), seien es Ziffernmethoden. Der jeweilige pädagogische Erfolg hänge weniger von der Wahl der Methode als von der Einstellung der Lehrkraft ab.

## Relative und absolute Solmisation

### Das relative System

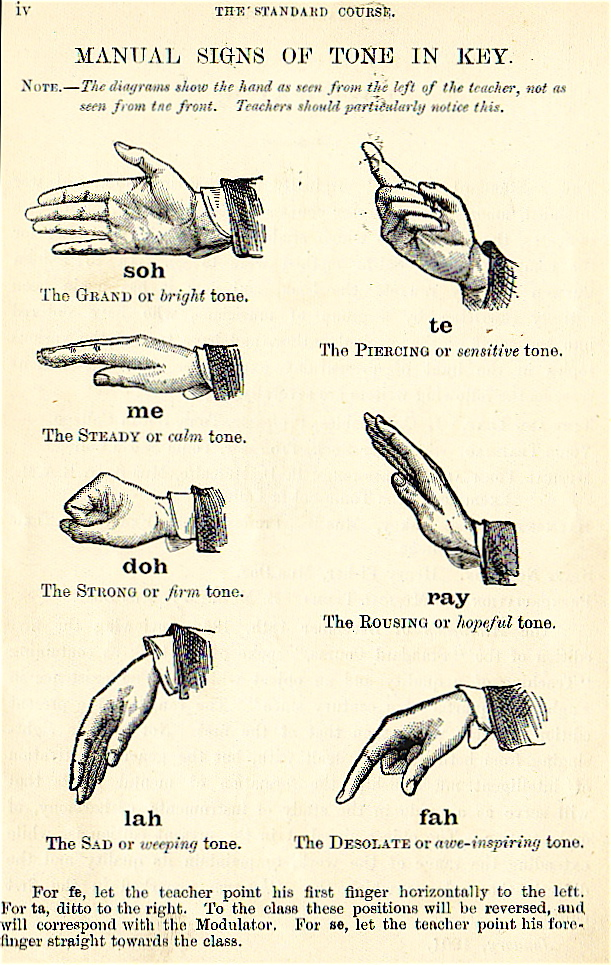
Handzeichen nach Curwen

In der relativen Solmisation seit Sarah Ann Glover stehen die Tonsilben do, re, mi, fa, so, la, ti, do für jegliche Durtonleiter (sei es C-Dur, Des-Dur, D-Dur oder Es-Dur …), die Tonsilben la, ti, do, re, mi, fa, so, la für jegliche natürliche Molltonleiter (sei es a-Moll, gis-Moll, g-Moll oder fis-Moll …). In der harmonischen Molltonleiter mit ihrer erhöhten siebten Stufe wird aus dem so ein si, in der melodischen Molltonleiter zusätzlich aus dem fa ein fi – Erhöhungen werden also durch den helleren Vokal i angedeutet. Entsprechend stehen dunklere Vokale für Erniedrigungen, bei manchen Autoren a und o, bei anderen konsequent u. Die wichtigsten Hoch-Alterationen sind do→di, re→ri, fa→fi und so→si, die wichtigsten Tiefalterationen ti→ta, la→lo und mi→ma bzw. ti→tu, la→lu und mi→mu.
Hermann von Helmholtz schreibt in seiner Lehre von den Tonempfindungen über die englischen Solfeggisten:

„Es ist dies die Gesellschaft der Solfeggisten (Tonic-Solfa-Associations), welche sehr zahlreich (1862 schon 150 000) über die grösseren Städte Englands ausgebreitet sind, und deren grosse Fortschritte für die Theorie der Musik sehr beachtenswerth sind. Diese Gesellschaften brauchen zur Bezeichnung der Noten der Durscala die Sylben Do, Re, Mi, Fa, So, La, Ti, Do, so dass Do immer die Tonica bezeichnet. Ihre Gesänge sind nicht in gewöhnlicher Notenschrift aufgeschrieben, sondern mit gewöhnlicher Druckschrift, wobei die Anfangsbuchstaben der genannten Sylben die Tonhöhe bezeichnen.
Wenn durch Modulation die Tonica gewechselt wird, so wird die Bezeichnung ebenfalls so geändert, dass die neue Tonica wieder Do heisst, welcher Wechsel in der Notenschrift dadurch angekündigt wird, dass die Note, auf welcher der Wechsel stattfindet, zwei Bezeichnungen erhält, eine für die frühere, die zweite für die neue Tonica. Durch diese Bezeichnungsweise wird also vor allen andern Dingen die Beziehung jeder Note zur Tonica hervorgehoben, während die absolute Tonhöhe, in der das Stück auszuführen ist, nur im Anfang angegeben wird. Da die Intervalle der natürlichen Durscala auf jede neue Tonart übertragen werden, welche durch Modulation eintritt, so werden alle Tonarten ohne Temperirung der Intervalle ausgeführt […]
Was nun einen mit der musikalischen Theorie vertrauten Sänger der Klavierauszug erkennen lässt, das zeigt die Bezeichnungsweise der Solfeggisten unmittelbar auch dem Ununterrichteten. Ich habe mich selbst überzeugt, dass man bei Benutzung dieser Bezeichnung auch nach einer einzelnen Stimme viel leichter richtig singt, als nach einer solchen in gewöhnlicher Notenschrift, und ich habe Gelegenheit gehabt, mehr als 40 Kinder zwischen 8 und 12 Jahren in einer der Volksschulen Londons Singübungen ausführen zu hören, welche durch die Sicherheit, mit der sie Noten lasen, und durch die Reinheit ihrer Intonation mich in Erstaunen setzten. Alljährlich pflegen die Londoner Schulen der Solfeggisten ein Konzert von 2000 bis 3000 Kinderstimmen im Krystallpalaste zu Sydenham zu geben, welches, wie mir von Musikverständigen versichert wurde, durch den Wohlklang und die Genauigkeit der Ausführung den besten Eindruck auf die Hörer macht.“

Neben der Option, die Mollskala auf la aufzubauen, steht die Option, den Grundton do auch für die Mollskala beizubehalten und die Silbenfolge anzupassen: do, re, ma, fa, so, lo, ta, do bzw. do, re, mu, fa, so, lu, tu, do. Fachleute betonen, dass die beiden Wege „durchaus gleichberechtigt nebeneinander bestehen können“; entscheidend für die jeweilige Wahl sei „die Faktur der Musik“. In einer amerikanischen Dissertation von 2020 wird auf Basis von 22 englischsprachigen Lehrbüchern ein Vergleich zwischen diversen Methoden der Solmisation bzw. des Solfège unternommen, namentlich zwischen dem movable system (dem „beweglichen System“, der Relativen Solmisation) in zwei Spielarten (Moll mit Grundton do, Moll mit Grundton la) und dem fixed system (dem festen System, der Absoluten Solmisation). Die Autorin stellt fest, dass 14 der untersuchten Lehrwerke zum beweglichen do tendieren, 8 zum festen do. Im Fall des beweglichen do sei sowohl Moll mit Grundton do als auch Moll mit Grundton la vertreten. In vielen Fällen werde empfohlen, je nach vorliegender Aufgabe unterschiedliche Methoden einzusetzen.

### Das absolute System

Klaviatur mit französischen Tonnamen

Die absolute Solmisation kommt u. a. im italienischen Solfeggio-Unterricht und im französischen Solfège-Unterricht zur Anwendung, insbesondere also in Ländern, die die Solmisationssilben als Tonnamen verwenden. In diesem Solfeggio- oder Solfège-Unterricht, der vor allem studienvorbereitend stattfindet, werden Tonfolgen aller Schwierigkeitsgrade auf Solmisationssilben gesungen, wobei die abgeleiteten Töne die Silbe der Stammtöne erhalten. So werden beispielsweise die H-Dur-Tonleiter, die unterschiedlichen h-Moll-Tonleitern, die B-Dur-Tonleiter und die unterschiedlichen b-Moll-Tonleitern allesamt si, do, re, mi, fa, sol, la, si gesungen. C-Dur, c-Moll, Cis-Dur und cis-Moll heißen do, re, mi, fa, sol, la, si, do, A-Dur, a-Moll, As-Dur und as-Moll la, si, do, re, mi, fa, sol, la.
Das absolute System lässt sich auch gezielt als Zwischenschritt und für atonale Musik verwenden. So empfiehlt der amerikanische Musiktheoretiker Timothy Smith eine pädagogische Methode in sieben Stufen: (1) Ziffernmethode in C-Dur, (2) Solmisationssilben in C-Dur, also quasi absolut, (3) Versetzung des Grundtons do, (4) Anwendung der relativen Solmisation in allen Modi, (5) Chromatik, (6) Modulation, (7) Rückkehr zur absoluten Solmisation in Hinblick auf atonale Musik.